# Championnat britannique des voitures de tourisme 1963
Le Championnat britannique des voitures de tourisme 1963 était la 6e saison du championnat britannique des voitures de tourisme, remporté par l'anglais Jack Sears, qui obtient ainsi son second titre dans cette compétition. Le championnat a débuté à Snetterton le 30 mars 1963 et s'est terminé sur le même circuit le 1er septembre 1963.

## Calendrier
| Manche | Circuit        | Date         | Pilote vainqueur | Ecurie vainqueur        | Voiture vainqueur |
| ------ | -------------- | ------------ | ---------------- | ----------------------- | ----------------- |
| 1      | Snetterton     | 30 mars      | Roy Salvadori    | C.T. Atkins             | Jaguar Mk2 3.8    |
| 2      | Oulton Park    | 6 avril      | Graham Hill      | John Coombs             | Jaguar Mk2 3.8    |
| 3      | Goodwood       | 15 avril     | Graham Hill      | John Coombs             | Jaguar Mk2 3.8    |
| 4      | Aintree        | 27 avril     | Graham Hill      | John Coombs             | Jaguar Mk2 3.8    |
| 5      | Silverstone    | 11 mai       | Jack Sears       | J. Willment Automobiles | Ford Galaxie      |
| 6      | Crystal Palace | 3 juin       | Jack Sears       | J. Willment Automobiles | Ford Galaxie      |
| 7      | Mallory Park   | 13 juillet   | Paddy Hopkirk    | Cooper Car Company      | Morris Cooper S   |
| 8      | Silverstone    | 20 juillet   | Jack Sears       | J. Willment Automobiles | Ford Galaxie      |
| 9      | Brands Hatch   | 5 août       | Jim Clark        | Alan Brown              | Ford Galaxie      |
| 10     | Brands Hatch   | 14 septembre | Bob Olthoff      | J. Willment Automobiles | Ford Galaxie      |
| 11     | Oulton Park    | 21 septembre | Dan Gurney       | Alan Brown              | Ford Galaxie      |
| 12     | Snetterton     | 28 septembre | Jack Brabham     | Alan Brown              | Ford Galaxie      |

## Classement final

### Pilotes
| Championnat pilotes | Championnat pilotes | Championnat pilotes   | Championnat pilotes |
| Pos.                | Pilote              | Voiture               | Points              |
| ------------------- | ------------------- | --------------------- | ------------------- |
| 1                   | Jack Sears          | Lotus Cortina         | 71                  |
| 2                   | John Whitmore       | Mini Cooper           | 69                  |
| 3                   | Graham Hill         | Ford Galaxie / Jaguar | 49                  |
| 4                   | Roy Salvadori       | Ford Galaxie / Jaguar | 37                  |
| 5                   | Jimmy Blumer        | Ford Cortina GT       | 33                  |
| 6                   | Paddy Hopkirk       | Mini Cooper           | 30                  |